# Saracenella
Saracenella es un género de foraminífero bentónico de la subfamilia Vaginulininae, de la familia Vaginulinidae, de la superfamilia Nodosarioidea, del suborden Lagenina y del orden Lagenida. Su especie tipo es Marginulina trigona. Su rango cronoestratigráfico abarca desde el Pliensbachiense (Jurásico inferior) hasta el Albiense (Cretácico inferior).

## Clasificación
Saracenella incluye a las siguientes especies:
- Psilocitharella juganica †
- Psilocitharella macfadyeni †
- Psilocitharella mochrasensis †
- Psilocitharella tricarinata †
- Psilocitharella trigona †